# Susan Williams
Susan Rene Williams (ur. 17 czerwca 1969 w Long Beach jako Susan Rene Bartholomew) – amerykańska triathlonistka, brązowa medalistka olimpijska z Aten (2004).
Triathlon zaczęła uprawiać w 1994 roku. W 2004 roku wystąpiła na igrzyskach olimpijskich w Atenach i w zawodach kobiet zdobyła brązowy medal olimpijski. W konkurencji tej zajęła 9. miejsce w pływaniu, 1. w wyścigu kolarskim i 10. w biegu, co dało jej 3. miejsce w końcowej klasyfikacji.
W latach 1998–2005 wielokrotnie startowała w mistrzostwach świata w triathlonie. Najlepszy rezultat w zawodach w tej rangi osiągnęła w 2002 roku, zajmując czwarte miejsce na długim dystansie w Nicei. W 1998 i 1999 roku zwyciężyła w mistrzostwach Ameryki Północnej.